# Ilya Zhigulyov
Ilya Konstantinovich Zhigulyov (tiếng Nga: Илья Константинович Жигулёв; sinh ngày 1 tháng 2 năm 1996) là một cầu thủ bóng đá người Nga thi đấu ở vị trí tiền vệ trung tâm cho F.K. Krasnodar.

## Sự nghiệp câu lạc bộ
Anh ra mắt chuyên nghiệp tại Giải bóng đá chuyên nghiệp quốc gia Nga cho F.K. Krasnodar-2 vào ngày 1 tháng 11 năm 2013 trong trận đấu với FC Druzhba tháng 5kop.
Anh có màn ra mắt cho đội một của F.K. Krasnodar vào ngày 28 tháng 2 năm 2017 trong trận đấu tại Cúp quốc gia Nga trước FC Ural Yekaterinburg.
Vào ngày 9 tháng 2 năm 2018, anh gia nhập F.K. Tosno theo dạng cho mượn đến hết mùa giải 2017–18. Anh thi đấu as F.K. Tosno giành chức vô địch Cúp bóng đá Nga 2017–18 final against FC Avangard Kursk vào ngày 9 tháng 5 năm 2018 in the Volgograd Arena.

## Danh hiệu

### Câu lạc bộ
Tosno
- Cúp quốc gia Nga: 2017–18

## Thống kê sự nghiệp
Tính đến 13 tháng 5 năm 2018
| Câu lạc bộ          | Mùa giải             | Giải vô địch                            | Giải vô địch | Giải vô địch | Cúp     | Cúp       | Châu lục | Châu lục  | Tổng cộng | Tổng cộng |
| Câu lạc bộ          | Mùa giải             | Hạng đấu                                | Số trận      | Bàn thắng    | Số trận | Bàn thắng | Số trận  | Bàn thắng | Số trận   | Bàn thắng |
| ------------------- | -------------------- | --------------------------------------- | ------------ | ------------ | ------- | --------- | -------- | --------- | --------- | --------- |
| F.K. Krasnodar      | 2012–13              | Giải bóng đá ngoại hạng Nga             | 0            | 0            | 0       | 0         | –        | –         | 0         | 0         |
| F.K. Krasnodar      | 2013–14              | Giải bóng đá ngoại hạng Nga             | 0            | 0            | 0       | 0         | –        | –         | 0         | 0         |
| F.K. Krasnodar      | 2014–15              | Giải bóng đá ngoại hạng Nga             | 0            | 0            | 0       | 0         | 0        | 0         | 0         | 0         |
| F.K. Krasnodar      | 2015–16              | Giải bóng đá ngoại hạng Nga             | 0            | 0            | 0       | 0         | 0        | 0         | 0         | 0         |
| F.K. Krasnodar-2    | 2013–14              | PFL                                     | 12           | 1            | –       | –         | –        | –         | 12        | 1         |
| F.K. Krasnodar-2    | 2014–15              | PFL                                     | 20           | 4            | –       | –         | –        | –         | 20        | 4         |
| F.K. Krasnodar-2    | 2015–16              | PFL                                     | 24           | 2            | –       | –         | –        | –         | 24        | 2         |
| FC Milsami Orhei    | 2016–17              | Giải bóng đá hạng nhất quốc gia Moldova | 12           | 3            | 0       | 0         | –        | –         | 12        | 3         |
| F.K. Krasnodar      | 2016–17              | Giải bóng đá ngoại hạng Nga             | 7            | 0            | 1       | 0         | 1        | 0         | 9         | 0         |
| F.K. Krasnodar      | 2017–18              | Giải bóng đá ngoại hạng Nga             | 8            | 0            | 0       | 0         | 4        | 0         | 12        | 0         |
| F.K. Krasnodar      | Tổng cộng (2 spells) | Tổng cộng (2 spells)                    | 15           | 0            | 1       | 0         | 5        | 0         | 21        | 0         |
| F.K. Krasnodar-2    | 2016–17              | PFL                                     | 2            | 0            | –       | –         | –        | –         | 2         | 0         |
| F.K. Krasnodar-2    | 2017–18              | PFL                                     | 4            | 1            | –       | –         | –        | –         | 4         | 1         |
| F.K. Krasnodar-2    | Tổng cộng (2 spells) | Tổng cộng (2 spells)                    | 62           | 8            | 0       | 0         | 0        | 0         | 62        | 8         |
| F.K. Tosno          | 2017–18              | Giải bóng đá ngoại hạng Nga             | 10           | 0            | 3       | 0         | –        | –         | 13        | 0         |
| Tổng cộng sự nghiệp | Tổng cộng sự nghiệp  | Tổng cộng sự nghiệp                     | 99           | 11           | 4       | 0         | 5        | 0         | 108       | 11        |